# Riadh Bouazizi
Riadh Ben Khemais Bouazizi (Djerba, 8 de Abril de 1973) é um futebolista tunisiano. Atualmente joga pelo CA Bizertin.

## Carreira
Riadh Ben Khemais Bouazizi representou a Seleção Tunisiana de Futebol nas Olimpíadas de 1996.

## Títulos
Tunísia
- Campeonato Africano das Nações: 2004